# Anri Jokhadze
Anri Jokhadze (in georgiano: ანრი ჯოხაძე; Tbilisi, 6 novembre 1980) è un cantante georgiano.
Ha incominciato a cantare all'età di 4 anni ed ha iniziato la carriera professionale nel 1998.
Nella sua carriera ha vinto ben tredici premi musicali e viene anche considerato "La voce d'oro della Georgia".
Nel 2012 ha avuto l'onore di rappresentare la Georgia all'Eurovision Song Contest 2012 tenutosi a Baku in Azerbaigian con la canzone I'm a Joker.
Il pezzo è stato presentato durante la semifinale del 24 maggio, ma non è riuscito ad accedere alla finale.